# Huadi
Huadi (kinesiska: 花地) är ett stadsdelsdistrikt (jiedao) i sydöstra Kina. Det ligger i stadsdistriktet Liwan i provinshuvudstaden Guangzhou i provinsen Guangdong.. Antalet invånare är 39 635. Befolkningen består av 19 755 kvinnor och 19 880 män. Barn under 15 år utgör 10,0 %, vuxna 15-64 år 77 %, och äldre över 65 år 12,0 %.